# Ust´-Niera
Ust´-Niera (ros. Усть-Нера) – osiedle typu miejskiego w Rosji, w Jakucji, siedziba administracyjna ułusu ojmiakońskiego. W 2010 roku liczyła 6436 mieszkańców.
Leży u podnóży gór Tas-Kystabyt nad Indygirką w pobliżu ujścia Niery. Ośrodek regionu wydobycia złota; przystań rzeczna; lotnisko, z którego odbywają się loty do Jakucka i północnego bieguna zimna - wioski Tomtor.
Temperatura zimą sięga -60 stopni Celsjusza.